# Les Blés
Les Blés est un roman de Roger Bordier publié en 1961 aux éditions Calmann-Lévy et ayant reçu le prix Renaudot la même année.

## Résumé
Laurent, un architecte idéaliste, ayant une grande croyance dans le progrès technique et le béton mais en même temps amoureux de la nature, est appelé pour concevoir le bâtiment d'une coopérative agricole. Le projet, géométrique et fonctionnel est controversé. Il est aussi tiraillé à travers la rencontre sensuelle d'une jeune fille qui se réfugie dans la prière après que le frère de l'architecte fut tué en Algérie,.

## Éditions
- Les Blés, éditions Calmann-Lévy, 1961.